# Kitosch, l'uomo che veniva dal nord
Kitosch, l'uomo che veniva dal nord (Frontera al sur) è un film del 1967 diretto da José Luis Merino (con lo pseudonimo di Joseph Marvin).

## Trama
David Kitosch, ex Mountie che scorta un gruppo di donne a Fort Eagle, ma lo trova devastato ed è costretto a difendere il forte da una banda di predoni indiani e fuorilegge guidati da un misterioso rinnegato che stanno cercando un carico di lingotti d'oro.